# Співпраця між Національними гвардіями України і Каліфорнії

Україна

Партнерство національної гвардії Каліфорнія — Україна — одне з 22 європейських партнерств, що складають Державну програму партнерства Європейського командування США, і одне з 65 світових партнерств, що складають Національну програму партнерства національної гвардії (SPP). Каліфорнійсько-українська SPP — одне з найважливіших та прогресивних партнерських відносин в рамках Європейського командування. Розмір та стратегічне розташування України роблять її однією з найвпливовіших країн у регіоні, завдяки чому SPP є ключовим фактором допомоги Україні в міру розвитку демократії.
Через SPP Національна гвардія Каліфорнії та Україна вирішили широкий спектр соціальних, економічних, військових та політичних питань, включаючи безпеку кордону, переоснащення бази, реагування на надзвичайні ситуації, міжвідомчу співпрацю, цивільно-військові відносини та співробітництво в галузі безпеки. Через сотні подій, що пройшли з моменту створення у червні 1999 року, SPP стала складним інструментом функціонування, який об'єднує цивільну експертизу, багаторівневі урядові установи, НАТО, громадські організації та комерційні інтереси.
За даними Управління міжнародних відносин, Військовий департамент Каліфорнії "Управління міжнародних відносин управляє Державною програмою партнерства (SPP) з Україною. SPP перекидає в Україну команду Національної гвардії Каліфорнії та привозить українців до США для обміну інформацією з метою надання допомоги Збройним Силам України у переструктуруванні, модернізації її сил, зміцненні принципів демократії та вільної ринкової економіки. Обміни включають інформацію про процеси, що лежать в основі військових структур США, що призводять до підпорядкування цивільного контролю, досягнення консенсусу, методологій досягнення цілей та міжвідомчої координації цивільних / військових питань. Майбутні місії з питань міжнародних відносин включатимуть партнерські відносини з іншими країнами для того, щоб донести ту саму філософію до цих регіонів світу, як це було успішно зроблено у країнах Балтії ".
За даними Управління оборонного співробітництва у Києві, "партнерство Каліфорнія — Україна безпосередньо підтримує як цілі Посла США в Україні, так і командувача Європейського командування США. Як член кабінету губернатора, генерал-ад'ютант Національної гвардії Каліфорнії сприяє налагодженню партнерських відносин у штаті Каліфорнія, а також у приватному секторі. Нещодавно в Одесі було відремонтовано туберкульозну клініку за кошти, надані цим відомством ".

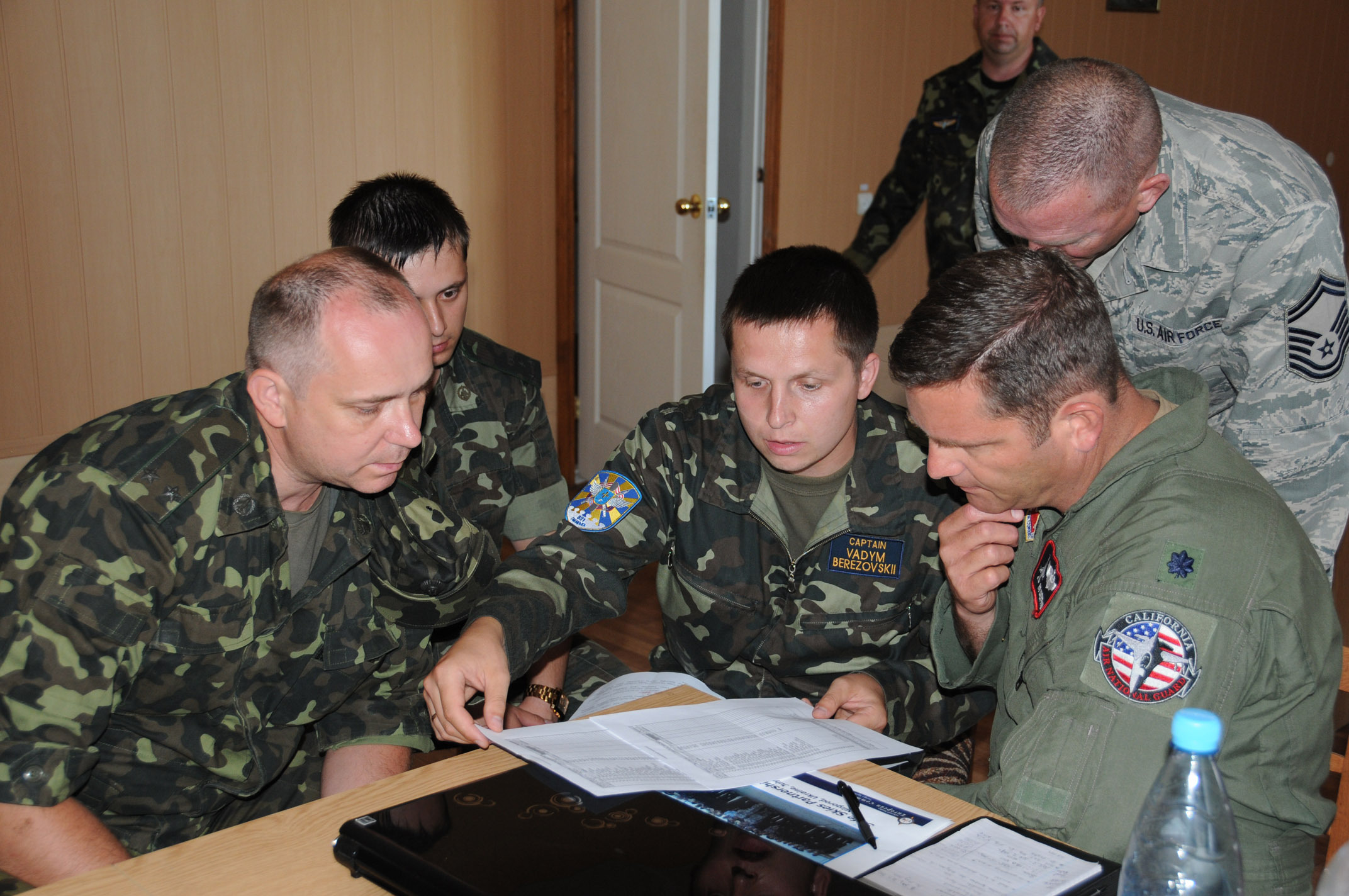
Військовослужбовці національної гвардії штату Каліфорнія обговорюють план «Безпечне небо-2011» з українськими колегами

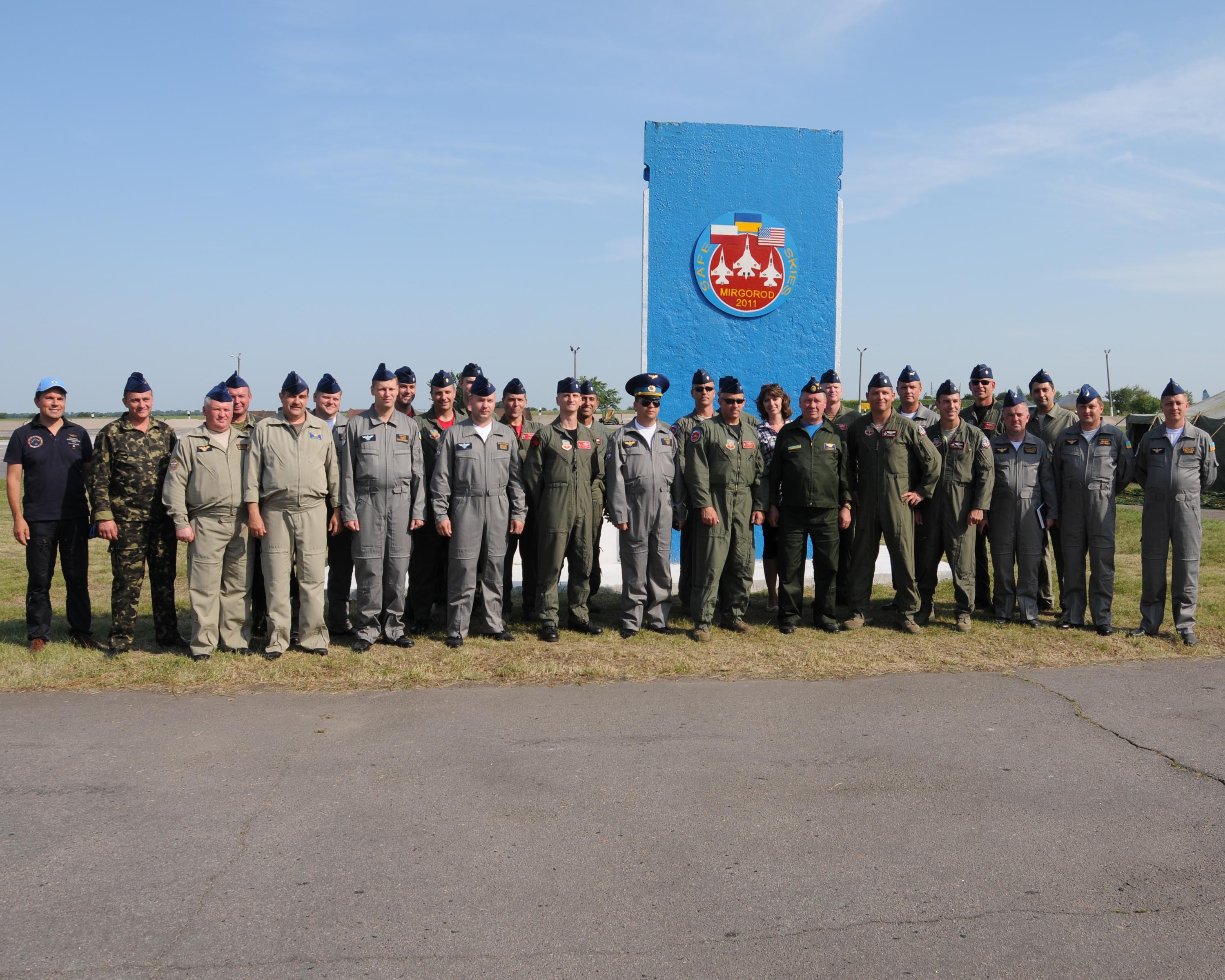
Пілоти ВПС України позують з Національною гвардією Каліфорнії та Алабами

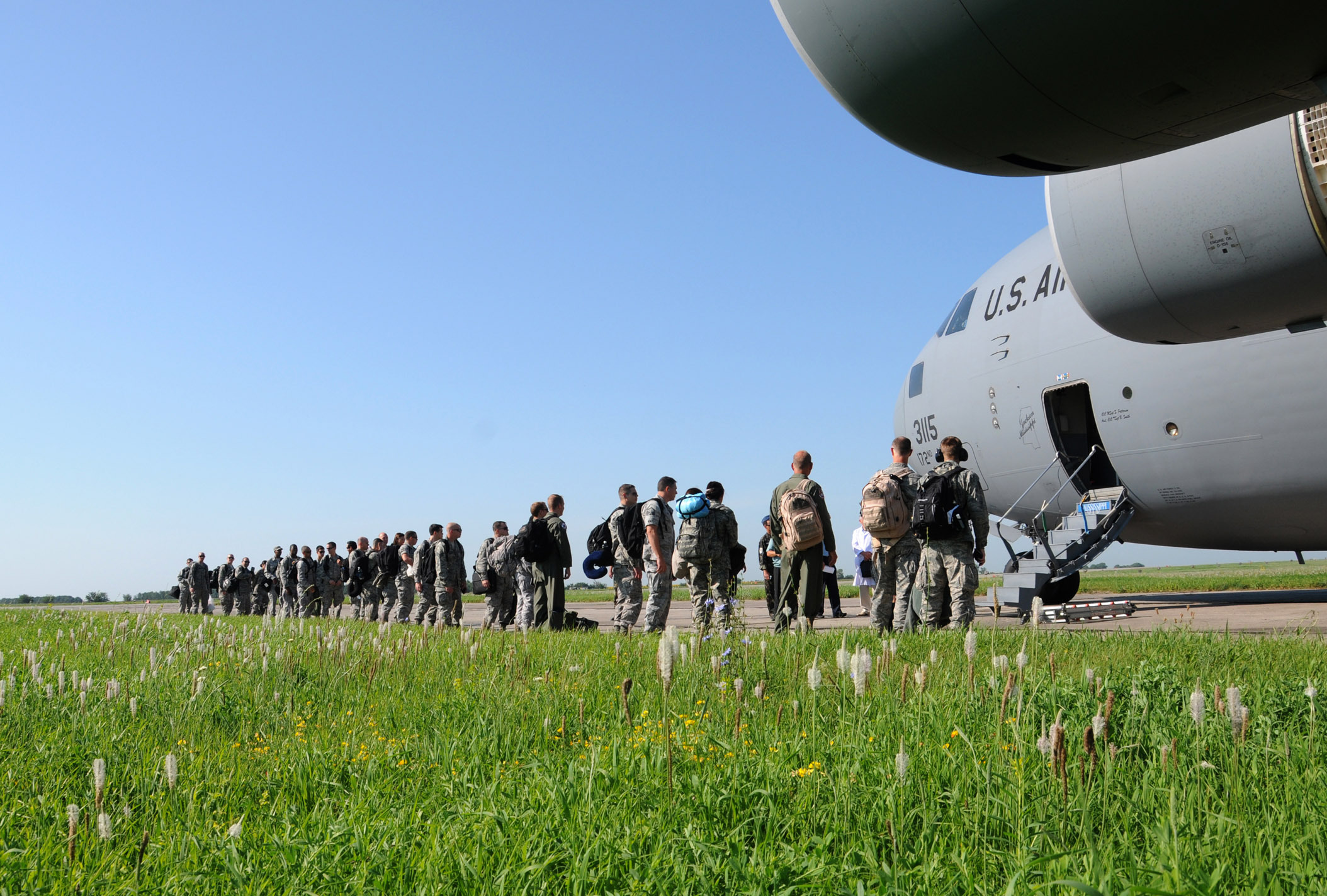
Члени Національної гвардії штату Каліфорнія та Алабама прибувають до України для участі у «Безпечному небі» 2011 року

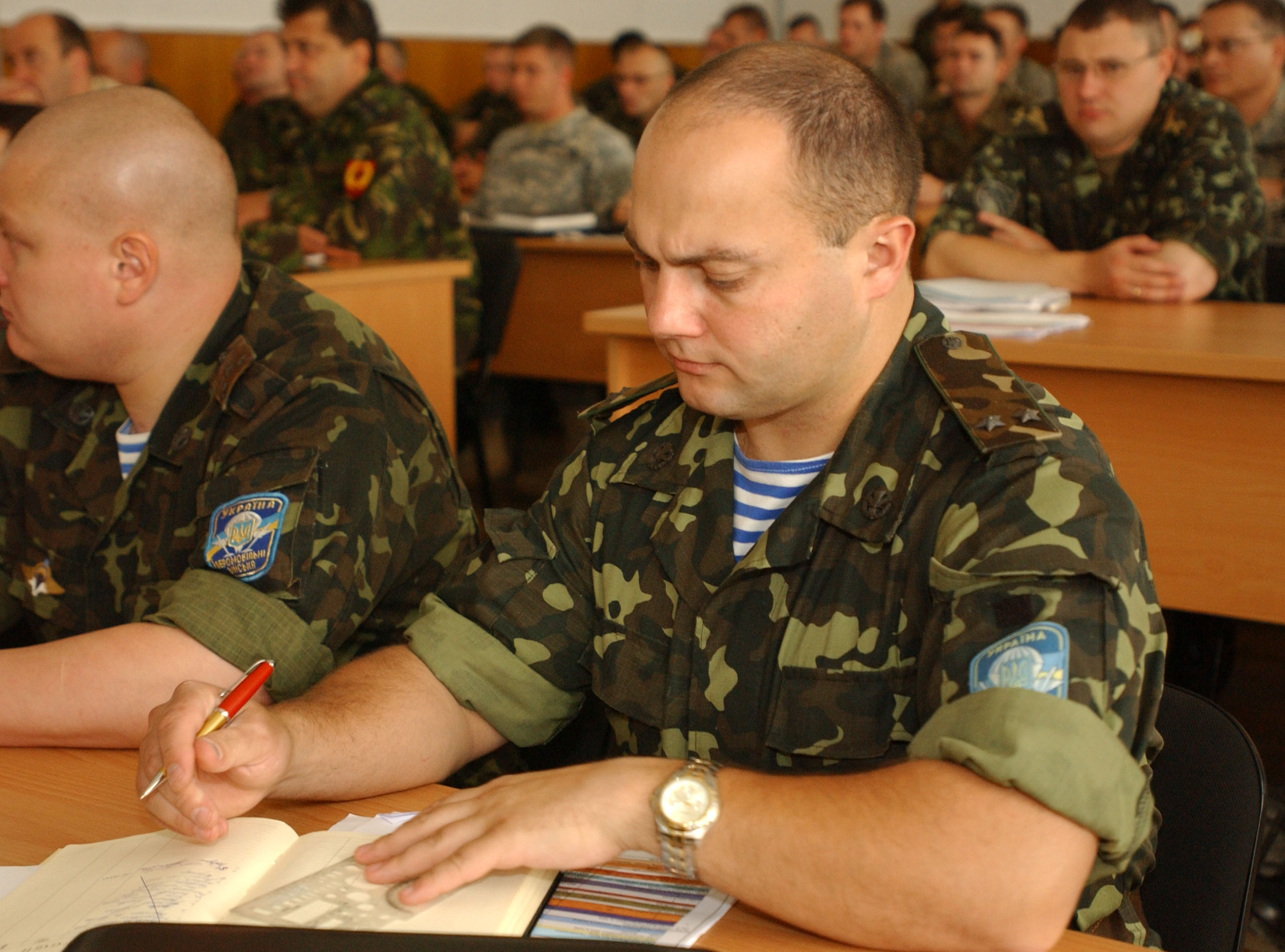
Українські та каліфорнійські солдати отримують інструктаж

## Історія
"Каліфорнійська SPP була надзвичайно цінним інструментом для побудови міцних та змістовних стосунків з Україною, і ми сподіваємось на її подальші успіхи. SPP дозволила Каліфорнії продемонструвати можливості військових нашої держави всьому світу ". — М. Г. Вільям Вейд II, колишній генерал-ад'ютант, Національна гвардія Каліфорнії
Каліфорнія співпрацювала з Україною у 1993 році, коли вона вийшла з «холодної війни», маючи невпевненість у своїх відносинах зі Сполученими Штатами. Програма допомогла Україні розвинути власний військовий та цивільний потенціал для безпеки, управління надзвичайними ситуаціями та організації. Фундамент їхньої співпраці був побудований на таких вправах, як МИР СВІТОВІ та Швидкий ТРИДЕНТ. Каліфорнія та Україна разом здійснили ці багатонаціональні навчання, які проводить Україна понад 15 років. Це партнерство перейде до SABER GUARDIAN у 2014 році та далі.
Не прагнучи вступити до НАТО, Україна зобов'язалася виконувати всі ініціативи НАТО та досягати єдності з НАТО шляхом розвитку Сил швидкого реагування. ЄС домагається більш тісних стосунків, рухаючись поза регіональним співробітництвом до поступової економічної інтеграції та поглиблення політичного співробітництва; однак, стратегічна торгова угода на цей час здійснюється через вибіркове переслідування. До 2012 року Україна на 30 % скорочує військові сили в рамках нової Стратегічної оборонної ініціативи. У 2012 році було призначено нового міністра оборони та начальника оборони.
У 2011 році Каліфорнія брала участь у єдиному найбільшому обміні повітряної національної гвардії в історії партнерств. Члени Національної гвардії Каліфорнії здійснили поїздку до авіабази Миргород в Україні, щоб провести двотижневий навчальний тренінг під назвою «БЕЗПЕЧНЕ НЕБО — 2011». Ескадра з шести бойових соколів F-16 Повітряної національної гвардії очолила багатонаціональну команду повітряних тренерів, яка мала на меті підготувати Україну до реальних місій, з якими вона зіткнеться під час EUROCUP 2012. Каліфорнія та Україна планували БЕЗПЕЧНЕ НЕБО 2011 року, і його виконання сприяло зміцненню зв'язків між цими колишніми ворогами холодної війни. Під час навчань було здійснено понад 60 перехватів порушників повітряного суверенітету з використанням українських Су-27 та МіГ-29, а також американських та польських F-16. Тренування заклали основу для турніру єврокубка з забезпечення повітряної безпеки, а також майбутніх можливостей для тренувань з Україною.
У 2012 році каліфорнійські та українські солдати брали участь у шести спільних заходах, включаючи міжнародні обміни у галузі кібербезпеки, CBRNE (хімічна, біологічна, радіологічна, ядерна, вибухонебезпечна) підтримка, а також роль та відносини офіцерів-офіцерів / солдатів. Каліфорнія також підтримала багатонаціональне тренування «Швидкий тризуб», що проходила в Україні за участю 14 країн-партнерів. Починаючи з 2000 року, каліфорнійські та українські солдати брали участь у понад 330 військових заходах.
Національна гвардія Каліфорнії під час кожного спільного навчання надавала гуманітарну допомогу. Протягом багатьох років партнерства з Україною Національна гвардія Каліфорнії надала наступну підтримку дітям та сім'ям по всій Україні: члени Національної гвардії Каліфорнії забезпечили шкільним і художнім приладдям, спортивним інвентарем школи у Миргороді та Старичі. Члени Національної гвардії штату Каліфорнія понад сотню годин відпрацювали в дитячих будинках у Київській та Львівській областях. Члени Національної гвардії Каліфорнії допомогли у ремонті та оформленні шкіл у Львівській області.

## Фокус на партнерстві
У центрі уваги на 2013 рік і надалі — роль НКО та організаційне обслуговування, навчання англійською мовою, стратегічна оперативна сумісність, управління людськими ресурсами та персоналом, Європейська атлантична сумісність, гуманітарна допомога, розвиток бойової групи Європейського Союзу (ЄС) та бригада TRILATERAL (з Литви / Польщі / України).